# Tamara Apostolico
Tamara Apostolico (Trieste, 28 aprile 1989) è un'ex discobola italiana, medaglia di bronzo agli Europei juniores di Hengelo 2007 e titolata in Italia in tutte e 5 le categorie nazionali (assolute, promesse, juniores, allieve e cadette).

## Biografia

### Gli inizi e le società sportive rappresentate
Dopo aver provato con il nuoto e la pallavolo, nel 2002 inizia a praticare l'atletica dedicandosi subito al lancio del disco con la Polisportiva Studentesca "Arturo Malignani" di Udine in cui resta fino al 2006. Nel biennio 2007-2008 gareggia per la Fondiaria SAI Atletica di Roma. Quindi indossa prima nel 2009-2010 i colori dell'Italgest Athletic Club di Milano. Poi nel 2011-2012 la stessa società diventa Camelot ed infine il suo ultimo anno di tesseramento, il 2013, lo disputa con la maglia della medesima società divenuta nel frattempo Bracco Atletica.

### 2003-2006: i primi titoli italiani giovanili e i Mondiali allieve
Nel biennio 2003-2004 della categoria cadette ha vinto il bronzo ('03) e l'oro ('04) ai campionati italiani under 16.
È la settima migliore italiana di sempre fra le cadette con la misura di 41,31 m (2004), distante dalla primatista Sydney Giampietro (44,91 m).
Nel biennio 2005-2006 della categoria allieve ha vinto entrambi i titoli nazionali under 18; il 2006 l'ha visto anche diventare campionessa giovanile agli italiani invernali di lanci ed inoltre ha gareggiato anche agli assoluti di Torino finendo in 12ª posizione.
Nel 2005 partecipa al Festival olimpico della gioventù europea tenutosi in Italia a Lignano Sabbiadoro, terminando in sesta posizione; poi gareggia in Marocco ai Mondiali allievi di Marrakech: chiudendo la qualificazione con la migliore misura di 41,31 m al 13º posto, restando prima delle escluse a soli 6 centimetri dall'ultima discobola ammessa alla finale, la turca Dilek Esmer 12ª con 41,37 m.
Quinta classificata nel 2006 alle Gymnasiadi di Salonicco (Grecia).
Con una migliore misura da allieva di 49,36 m (2006) è la seconda migliore italiana under 18 di sempre, dietro alla leader di categoria Maria Antonietta Basile (50,06 m).

### 2007-2009: altri titoli italiani giovanili, il bronzo agli Europei juniores e i Mondiali juniores
Durante il biennio 2007-2008 nella categoria juniores, ha fatto due doppiette di titoli italiani, vincendo entrambi gli anni sia agli invernali di lanci che ai campionati under 20; inoltre è giunta nona agli assoluti di Padova nel 2007.
Nello stesso anno vince la medaglia di bronzo agli Europei juniores di Hengelo nei Paesi Bassi: prima medaglia italiana nel lancio del disco agli Europei under 20.
È la seconda migliore italiana juniores di sempre con la misura di 52,21 m (2007), dietro la primatista Sandra Benedet (54,32 m).
Ai Mondiali juniores di Bydgoszcz in Polonia nel 2008 non riesce a qualificarsi per la finale.
2009, medaglia d'oro ai nazionali invernali di lanci promesse e quarta assoluta; anche ai campionati italiani universitari ha terminato in quarta posizione, mentre agli assoluti di Milano ha vinto la medaglia di bronzo.

### 2010-2013: il titolo italiano assoluto a Bressanone, gli Europei di Helsinki e il ritiro
Nel 2010 si trasferisce ad allenarsi in Romania dove viene seguita dalla tecnica romena Nicoleta Grasu; ai campionati italiani promesse diventa vicecampionessa.
Nel 2011 si trasferisce ad allenarsi in Ungheria dove viene seguita dal tecnico magiaro Adrián Annus; vince il titolo italiano promesse ed il bronzo agli assoluti di Torino; prende parte agli Europei under 23 di Ostrava (Repubblica Ceca) terminando al sesto posto.
Detiene con 55,16 m (2011) la seconda migliore misura lanciata da una promessa italiana, a soli due centimetri dalla leader di categoria Maristella Bano (55,18 m).
Nel 2012 dopo aver vinto il suo primo ed unico titolo italiano assoluto a Bressanone (esattamente 3 metri davanti alla campionessa uscente Laura Bordignon, 58,62 m contro 55,62 m), indossa per la prima ed unica volta in carriera la maglia della Nazionale seniores in occasione degli Europei di Helsinki (Finlandia): si qualifica come unica italiana (Laura Bordignon fuori in qualificazione) per la finale che chiude in 12ª posizione; l'ultimo precedente di un'altra atleta italiana finalista nel lancio del disco ai campionati continentali, risaliva a 22 anni prima: infatti era stato nell'edizione di Spalato 1990 con Agnese Maffeis che finì nona.
Il 12 maggio del 2012 (anno in cui ha stabilito le sue migliori dodici misure in carriera) in Croazia vincendo a Spalato la gara con la misura di 59,50 m è diventata la quarta migliore discobola italiana seniores di sempre, distante dalla primatista nazionale Agnese Maffeis (63,66 m).
Considerate le cinque categorie nazionali (cadette, allieve, juniores, promesse, seniores) e la migliore misura lanciata in ogni categoria, è la discobola italiana piazzata meglio di sempre: 7ª cadette, 2ª allieve, 2ª juniores, 2ª promesse e 4ª seniores.
Nel 2013 ha disputato l'ultima annata sportiva tesserata con la Bracco Atletica; il 15 settembre ha disputato la sua ultima gara (come presente nella scheda-atleta nel sito ufficiale della Federazione Italiana di Atletica Leggera) finendo seconda a Gorizia con la misura di 40,72 m.

## Progressione

### Lancio del disco
| Stagione | Misura  | Luogo           | Data      | Rank. Mond. |
| -------- | ------- | --------------- | --------- | ----------- |
| 2013     | 40,72 m | Gorizia         | 15-9-2013 | -           |
| 2012     | 59,50 m | Spalato         | 12-5-2012 | -           |
| 2011     | 55,16 m | Majano          | 24-7-2011 | -           |
| 2010     | 49,19 m | Majano          | 31-7-2010 | -           |
| 2009     | 49,52 m | Lione           | 8-3-2009  | -           |
| 2008     | 51,15 m | Gorizia         | 22-6-2008 | -           |
| 2007     | 52,21 m | Hengelo         | 22-7-2007 | -           |
| 2006     | 49,36 m | Fano            | 8-10-2006 | -           |
| 2005     | 42,98 m | Borgo Valsugana | 5-6-2005  | -           |

## Palmares
| Anno | Manifestazione                           | Sede               | Evento           | Risultato | Misura  | Note  |
| ---- | ---------------------------------------- | ------------------ | ---------------- | --------- | ------- | ----- |
| 2005 | Festival olimpico della gioventù europea | Lignano Sabbiadoro | Lancio del disco | 6ª        | 42,95 m | [ 3 ] |
| 2005 | Mondiali allievi                         | Marrakech          | Lancio del disco | 13ª       | 41,31 m | [ 4 ] |
| 2006 | Gymnasiadi                               | Salonicco          | Lancio del disco | 5ª        | 43,97 m | [ 5 ] |
| 2007 | Europei juniores                         | Hengelo            | Lancio del disco | Bronzo    | 52,21 m | [ 6 ] |
| 2008 | Mondiali juniores                        | Bydgoszcz          | Lancio del disco | 25ª       | 45,09 m | [ 7 ] |
| 2011 | Europei under 23                         | Ostrava            | Lancio del disco | 6ª        | 51,63 m | [ 8 ] |
| 2012 | Europei                                  | Helsinki           | Lancio del disco | 12ª       | 56,15 m | [ 9 ] |

## Campionati nazionali
- 1 volta campionessa assoluta nel lancio del disco (2012)
- 1 volta campionessa promesse nel lancio del disco (2011)
- 1 volta campionessa promesse agli invernali di lanci nel lancio del disco (2009)
- 2 volte campionessa juniores nel lancio del disco (2007, 2008)
- 3 volte campionessa giovanile agli invernali di lanci nel lancio del disco (2006, 2007, 2008)
- 2 volte campionessa allieve nel lancio del disco (2005, 2006)
- 1 volta campionessa cadette nel lancio del disco (2004)

2003
- Bronzo ai Campionati italiani cadetti e cadette, (Orvieto), Lancio del disco - 29,91 m[10]

2004
- Oro ai Campionati italiani cadetti e cadette, (Abano Terme), Lancio del disco - 39,33 m[11]

2005
- Oro ai Campionati italiani allievi e allieve, (Rieti), Lancio del disco - 41,22 m[12]

2006
- Oro ai Campionati italiani invernali di lanci, (Ascoli Piceno, Lancio del disco - 44,90 m (giovanili)[13]
- 12ª ai Campionati italiani assoluti, (Torino), Lancio del disco - 43,10 m[14]
- Oro ai Campionati italiani allievi e allieve, (Fano), Lancio del disco - 49,36 m[15]

2007
- Oro ai Campionati italiani invernali di lanci, (Bari), Lancio del disco - 51,15 m (giovanili)[16]
- Oro ai Campionati italiani juniores e promesse, (Bressanone), Lancio del disco - 49,06 m[17]
- 9ª ai Campionati italiani assoluti, (Padova), Lancio del disco - 45,94 m[18]

2008
- Oro ai Campionati italiani invernali di lanci, (San Benedetto del Tronto), Lancio del disco - 50,99 m (giovanili)
- Oro ai Campionati italiani juniores e promesse, (Torino), Lancio del disco - 49,62 m[19]

2009
- 4ª ai Campionati italiani invernali di lanci, (Bari), Lancio del disco - 48,86 m (assolute)[20]
- Oro ai Campionati italiani invernali di lanci, (Bari), Lancio del disco - 48,86 m (promesse)[21]
- 4ª ai Campionati nazionali universitari, (Lignano Sabbiadoro), Lancio del disco - 44,44 m[22]
- Bronzo ai Campionati italiani juniores e promesse, (Rieti), Lancio del disco - 46,47 m[23]

2010
- Argento ai Campionati italiani juniores e promesse, (Pescara), Lancio del disco - 44,33 m[24]

2011
- Oro ai Campionati italiani juniores e promesse, (Bressanone), Lancio del disco - 51,29 m[25]
- Bronzo ai Campionati italiani assoluti, (Torino), Lancio del disco - 51,94 m[26]

2012
- Oro ai Campionati italiani assoluti, (Bressanone), Lancio del disco - 58,62 m[27]

## Altre competizioni internazionali
2007
- Argento nell'Incontro internazionale di lanci lunghi, ( Murcia), Lancio del disco - 48,49 m (juniores)[6]
- Bronzo nella Coppa dei Campioni per club, ( Albufeira), Lancio del disco - 49,68 m[28]
- Oro nella Coppa del Mediterraneo ovest juniores, ( Firenze), Lancio del disco - 50,60 m[6]

2008
- Argento nell'Incontro internazionale di lanci lunghi juniores Germania-Francia-Italia-Spagna, ( Halle), Lancio del disco - 48,45 m[29]
- 5ª nella Coppa dei Campioni per club, ( Vila Real de Santo António), Lancio del disco - 49,18 m[30]

2009
- 4ª all'Incontro internazionale di lanci lunghi under 23 Francia-Germania-Italia-Spagna, ( Vénissieux), Lancio del disco - 49,52 m[31]